# Aéroport de Paros
L'aéroport national de Paros (en grec moderne : Κρατικός Αερολιμένας Πάρου, code IATA : PAS • code OACI : LGPA) est l'aéroport desservant l'île de Paros, en Grèce, dans la région des Cyclades. L’aéroport est situé dans la partie sud-ouest de l’île, à environ 10 km  du port de Parikiá. Il a remplacé l'ancien aéroport national de Paros (en) le 25 juillet 2016.

## Histoire
L’ancien aéroport de Paros, situé à quelques kilomètres au sud, était opérationnel depuis 1982. Sa piste de 710 mètres était suffisante pour l'époque, mais au fil du temps, l'augmentation du nombre de passagers a nécessité l'utilisation d'avions plus gros, inadaptés à la piste trop courte. Il fut donc décidé de créer un nouvel aéroport pour l'île. Le nouvel aéroport a ouvert en 2016 et prend en charge toutes les opérations de l'ancien aéroport. Il a une piste plus large de 1 400 mètres et peut être utilisé par des avions plus gros. Les types de vol desservant l'aéroport sont actuellement les suivants : Bombardier Dash 8 Q400 d'Olympic Air, ATR 42/72 de Sky Express, BAe 146 et ATR42 / 72 d'Astra Airlines et B737-700 de Travel Service.
Depuis le 8 juin 2018, Smartwings, une compagnie charter tchèque, est le premier opérateur à proposer des vols réguliers avec des jets de taille moyenne à destination de Paros. Le vol s'effectue avec un arrêt de ravitaillement en carburant à l'aéroport de Santorin lors du trajet retour, en raison de l'absence de carburant disponible à Paros.
Olympic Air, filiale d’Aegean Airlines, a financé à la fois la construction de la première phase du terminal et les travaux d’infrastructure du nouvel aéroport.

## Situation

### Carte des aéroports en Grèce
| \| 50 km1:6 137 000 \| Agrinion Aktion Alexandreia Alexandroúpoli Andravida Áraxos Astypalée Athènes · E. Venizélos Céphalonie La Canée Chios Corfou Héraklion Icarie Ioannina Kalamata Kalymnos Karpathos Kassos Kastellórizo Kastoria Kavala Cythère Kos Kotroni Kozani Larissa Lemnos Leros Milos Mykonos Mytilène Naxos Néa Anchíalos Paros Rhodes Maritsa Samos Santorin Sitía Skiathos Skyros Sparte Syros Tanagra Tatoi Thessalonique Tripoli Tympaki Zante Kastélli |
| 50 km1:6 137 000 |

## Statistiques
Le graphique qui aurait dû être présenté ici ne peut pas être affiché car il utilise l'ancienne extension Graph, désactivée pour des questions de sécurité. Des indications pour créer un nouveau graphique avec la nouvelle extension Chart sont disponibles ici.

Voir la requête brute et les sources sur Wikidata.

## Compagnies aériennes et destinations
| Compagnies  | Destinations                                            |
| ----------- | ------------------------------------------------------- |
| Avanti Air  | En saison charter: Graz-Thalerhof, Klagenfurt           |
| Olympic Air | Athènes E.-Venizélos En saison: Thessalonique-Makedonía |
| Sky Express | Athènes E.-Venizélos En saison: Thessalonique-Makedonía |

Édité le 06/06/2019  Actualisé le 13/05/2023

## Transport terrestre
En dehors de la voiture, l'aéroport est relié à la ville de Parikia par un bus desservant la gare routière située à proximité.
Des taxis sont également disponibles pour toutes les destinations de l'île.

## Voir également
- Transport en Grèce